# Carl Theodor Dreyer
Carl Theodor Dreyer (Kopenhagen, 3 februari 1889 – Frederiksberg, 20 maart 1968) was een Deens filmregisseur die bekend werd als maker van psychologische drama's. Zijn beroemdste films zijn La Passion de Jeanne d'Arc (1928), Vampyr (1932) Vredens dag (1943), Ordet (1955) en Gertrud (1964).

## Biografie
Dreyer werd geboren als buitenechtelijk kind uit de relatie tussen een edelman en een schoonmaakster. Hij werd geadopteerd door een streng religieuze familie die hem onderwierp aan een lutherse opvoeding.
Hij liep op 18-jarige leeftijd van huis weg en ging werken als journalist. Na verloop van tijd werd Dreyer filmrecensent en al snel begon hij zelf te experimenteren met film. Begin 1915 werkte hij als scenarioschrijver en vanaf 1917 regisseerde hij in een snel tempo korte films voor Nordisk Film. In 1919 maakte Dreyer zijn eerste speelfilm: Præsidenten, een satirische komedie. Daarna draaide hij de komedie Prästänkan (1920). Zijn eerste grote film was Blade af Satans Bog (1920). De film bestaat uit drie episodes die zich afspelen tijdens de kruisiging van Jezus, de Franse Revolutie en tijdens de Eerste Wereldoorlog. In iedere episode komt Satan met kwade verleidingen tot de zwakke mensen, die daarop foute dingen doen. In deze film toonde Dreyer voor het eerst zijn fascinatie voor religie, de dood en twijfelende personages.
Na een weinig geslaagde poging tot romantisch drama met Die Gezeichneten (1922) behaalde hij een commercieel succes met Du skal ære din hustru (1925). De film was vooral in Frankrijk een groot succes, wat Dreyer in staat stelde in Frankrijk het onbetwiste meesterwerk La Passion de Jeanne d'Arc (1928) te maken. Deze film was volledig opgebouwd uit minutieus uitgelichte close-ups. Hoewel de film destijds geen succes was, wordt hij nu gezien als een van de beste films ooit gemaakt.

Na de tegenvallende opbrengst van La Passion de Jeanne d'Arc kon Dreyer een tijd lang geen films maken. Pas in 1932 kon hij, met financiële hulp van de Russisch-Joodse baron Nicolas de Gunzburg, weer een film maken. Vampyr (1932) is een film die officieel behoort tot het genre van de horrorfilm, maar het is meer een psychologische studie naar hoe men de angst van personages kan verbeelden door vormgeving, camerawerk, montage en compositie. Vampyr was wederom een financiële tegenvaller, maar wordt ook nu gezien als mijlpaal in de cinematografie.
In 1943 maakte Dreyer een nieuwe film; Vredens dag een drama over de heksenverbranding, waarin de hypocrisie van de heksenjacht gezien kan worden als metafoor voor de terreur van de Nazi bezetters. De opnames van de film vonden in het grootste geheim plaats want Denemarken was in die tijd door de nazi's bezet. Na de oorlog volgde Ordet (1948) Dreyers meesterwerk over een boerenzoon die denkt dat hij de reïncarnatie van Jezus Christus is.
Dreyer verruilde het witte doek voor het toneel gedurende de jaren daarna. Hij regisseerde en schreef talloze toneelstukken.
In 1964 regisseerde Dreyer zijn laatste film Gertrud. Hij overleed enkele jaren daarna op 20 maart 1968.

## Bijzonderheden
De films van Dreyer behoren tot de zogeheten minimalistisch expressionistische filmkunst. Een stroming waarbij de emoties van de hoofdpersonages door de vormgeving en door de manier van filmen en monteren worden weergegeven en niet door het acteerwerk of door de dialogen. Ook wordt het verhaal van films uit deze stroming verteld in een filmstijl die bestaat uit zo min mogelijk beelden en een strakke ascetische en sobere vormgeving.
De hoofdpersonages in de films van Dreyer zijn altijd eenzame mensen die twijfelen aan hun geloof en op zoek gaan naar de betekenis van hun bestaan. Religieus fundamentalisme en sterke familiebanden spelen altijd een grote rol.
De films van Dreyer kenmerken zich door een simpel verhaal, weinig dialoog en veel symboliek. Het meest bijzondere is de manier waarop Dreyer zijn personages in beeld bracht: lange statige shots, veel licht/donker contrasten, veel schaduw en een onnatuurlijke compositie. De personages in zijn films bewegen nauwelijks en spreken hun beperkte dialogen houterig en zonder emotie uit. Het minimale sobere decor, dat vaak de psychologie of emoties van de hoofdpersonages verbeeldt, is zo nadrukkelijk aanwezig dat het wel lijkt alsof het samensmelt met de, stokstijve, personages. De totaalshots bij Dreyer lijken wel een reeks bewegingloze claire-obscuur schilderijen. Deze worden dan weer afgewisseld met extreme vervreemdende close-ups.

Zeker voor de tijd waarin ze gemaakt werden, hebben de films van Dreyer een opvallend hoog tempo. Dreyer slaat belangrijke delen uit het verhaal over en laat de kijker veel conclusies zelf trekken. Sommige gebeurtenissen laat hij volledig buiten beeld; ze worden verteld door middel van effecten op de geluidsband.
De stijl van Dreyer had grote invloed op regisseurs als Robert Bresson, Stanley Kubrick, Andrej Tarkovski en Yasujiro Ozu.

## Filmografie
| Jaar | Oorspronkelijke titel      | Nederlandse titel          | Land                |
| ---- | -------------------------- | -------------------------- | ------------------- |
| 1919 | Præsidenten                | De president               | Denemarken          |
| 1920 | Prästänkan                 | De weduwe van de dominee   | Zweden Denemarken   |
| 1921 | Blade af Satans bog        | Bladzijden uit Satans boek | Denemarken          |
| 1922 | Die Gezeichneten           |                            | Duitsland           |
| 1922 | Det var engang             |                            | Duitsland           |
| 1924 | Mikaël                     | Michael                    | Duitsland           |
| 1925 | Du skal ære din hustru     | De heer des huizes         | Denemarken          |
| 1926 | Glomdalsbruden             |                            | Noorwegen Zweden    |
| 1928 | La Passion de Jeanne d'Arc |                            | Frankrijk           |
| 1932 | Vampyr                     |                            | Frankrijk Duitsland |
| 1943 | Vredens dag                | De dag des oordeels        | Denemarken          |
| 1945 | Två människor              |                            | Zweden              |
| 1955 | Ordet                      | Het woord                  | Denemarken          |
| 1964 | Gertrud                    | Gertrude                   | Denemarken          |